# Iwan Ohijenko

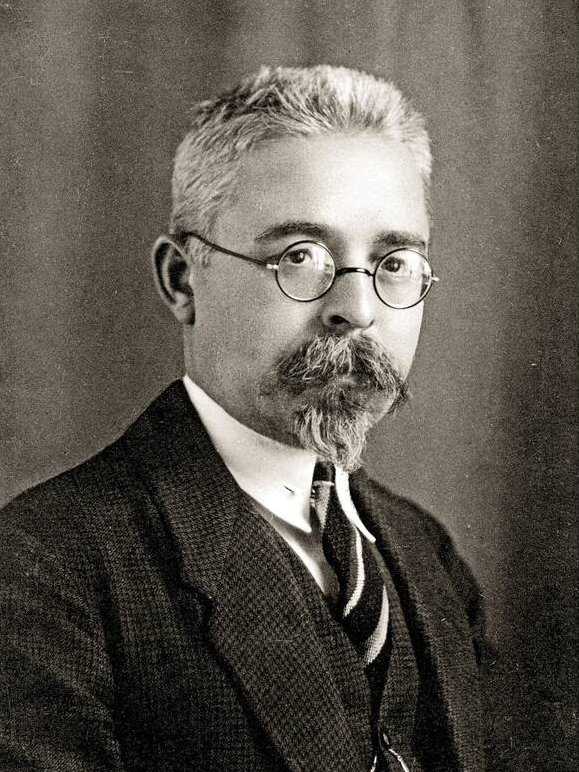
Iwan Ohijenko 1926

Ilarion (ukrainisch Іларіон, säkularer Name: Iwan Iwanowytsch Ohijenko/ ukr. Іван Іванович Огієнко; * 2. Januarjul. / 14. Januar 1882greg. in Brussilow, Gouvernement Kiew, Russisches Kaiserreich; † 29. März 1972 in Winnipeg, Kanada) war ein ukrainischer Linguist, Ethnograph, Historiker, Universitätsrektor, Politiker sowie ukrainisch-orthodoxer Metropolit und Primas.

## Leben
Iwan Ohijenko kam in Brussyliw in der heutigen ukrainischen Oblast Schytomyr zur Welt. Er studierte bis 1909 Slawische Philologie und Literatur an der St.-Wladimir-Universität unter anderem bei Wolodymyr Peretz in Kiew. Nach dem Studium wollte er an der Universität seine Forschungsarbeiten fortführen, aber dieses Ansinnen wurde zunächst vom Bildungsministerium aufgrund seiner Beteiligung an der ukrainischen Nationalbewegung abgelehnt.
Von 1912 an lehrte er am Kiewer Handelsinstitut und ab 1915 als Professor für die Geschichte der ukrainischen Kultur an der Kiewer Universität. 1917/18 spielte er eine bedeutende Rolle bei der Ukrainisierung der Hochschulbildung und der Verfechtung der kirchlichen Unabhängigkeit der orthodoxen Kirche in der Ukraine.
Im Sommer 1918 war er Gründer und erster Rektor der Universität Kamjanez-Podilskyj, die offiziell am 22. Oktober 1918 ihre Tore öffnete. Als Parteimitglied der Ukrainischen Sozialistischen Föderalisten (УПСФ) wurde er Anfang 1919 Bildungsminister in den Regierungen von Wolodymyr Tschechiwskyj und Serhij Ostapenko und darauf folgend von 1919 bis 1920 Minister für Religion in den Regierungen von Issaak Masepa und Wjatscheslaw Prokopowytsch der Ukrainischen Volksrepublik.
Nach der militärischen Niederlage Symon Petljuras und dem darauf folgenden Zusammenbruch des Staates emigrierte er ins polnische Tarnów, dem Sitz der Regierung der Ukrainischen Volksrepublik im Exil und war in dieser weiter aktiv. Zwischen 1924 und 1926 war Ohijenko Lehrer an einem Gymnasium in Lwiw und von 1926 bis 1932 war er an der Theologischen Fakultät der Universität Warschau Professor für Kirchenslawisch, musste diese aber unter dem politischen Druck polnischer Nationalisten verlassen. In den folgenden Jahren gründete er in Warschau die Zeitschriften „Muttersprache“ und „Unsere Kultur“, mit denen er die ukrainischen Kultur lebendig halten und der Russifizierung in der Ukraine entgegenzutreten versuchte. Er blieb auch nach der deutschen Besetzung Polens im Land, wurde 1940 zum Priester geweiht und erhielt die Tonsur sowie den Namen Ilarion. Bald darauf wurde er zum Archimandrit des St.-Onuphrius-Klosters in Jabłeczna.
Der Metropolit der Polnisch-Orthodoxen Kirche Dionizy weihte ihn am 19. Oktober 1940 zum Bischof der Ukrainisch-Autokephalen-Orthodoxen Kirche von Chełm und Podlachien und am 16. März 1944 wurde er dort Metropolit.
Am 18. Juli 1944 floh er vor dem Vormarsch der Roten Armee aus Chełm. Über Krynica-Zdrój und Zakopane gelangte er in die Slowakei und von dort über Österreich nach Lausanne, wo er einige Zeit lebte, bis er, auf Einladung eines kanadischen ukrainisch-orthodoxen Pfarrgemeinderates, im September 1947 nach Winnipeg in der kanadischen Provinz Manitoba auswanderte.
Am 8. August 1951 wurde er dort, in Nachfolge von Mstyslaw, zum Primas der Ukrainisch-Orthodoxen Kirche von Kanada gewählt. Seit 1951 war er zudem Professor am St. Andrew’s College der University of Manitoba und lehrte angehende ukrainisch-orthodoxe Priester.
1972 starb er in Winnipeg und wurde dort auf dem Glen Eden Cemetery bestattet.

## Werk
Ohijenko schrieb Beiträge zur ukrainischen Linguistik, Literatur, Kirchengeschichte und der Geschichte der ukrainischen Kultur. 1927/28 veröffentlichte er ein zweibändiges Werk über die Heiligen Kyrill und Method und 1942 ein Buch zur allgemeinen Geschichte der ukrainischen Kirche.
Iwan Ohijenko übersetzte ab 1917 die Bibel ins Ukrainische. Im Jahr 1937 veröffentlichte er die Übersetzung der Evangelien, 1939 das Neue Testament und die Psalmen. Bis 1940 hatte er den größten Teil der Bibel übersetzt, konnte diese aufgrund des Krieges jedoch nicht veröffentlichen. Nach Revisionen und weiteren Änderungen erschien seine vollständige Übersetzung schließlich 1962.

## Familie
1907 heiratete Iwan Ohijenko Dominika Łytwynczuk († 1937), mit der er zwei Söhne und eine Tochter hatte. Er war der Urgroßonkel des ukrainischen Sportlers und Sportfunktionärs Serhij Bubka.

## Ehrungen
Die ukrainische Nationale Iwan-Ohijenko-Universität Kamjanez-Podilskyj trägt seit 2008 seinen Namen.
Anlässlich des 125. Geburtstages von Iwan Ohijenko im Jahr 2007 gab die ukrainische Post eine Briefmarke und die ukrainische Nationalbank eine Zwei-Hrywnja-Gedenkmünze mit seinem Porträt heraus.
Gedenktafeln an ihn befinden sich an der Universität in Kamjanez-Podilskyj und auf dem Taras-Schewtschenko-Boulevard Nr. 14 in Kiew.
Denkmale die ihm zum Gedenken errichtet wurden befinden sich
- seit 1988 in Saskatoon, Kanada
- seit August 2010 in seinem Geburtsort Brussyliw
- seit Oktober 2010 in Wynnyky, wo er zwischen 1922 und 1924 lebte